# Ulisses Correia e Silva
José Ulisses de Pina Correia e Silva (Praia, Cabo Verde, 4 de junio de 1962) es un político, economista y profesor universitario caboverdiano que se desempeña como Primer ministro de Cabo Verde desde 2016.

## Biografía
Nacido en Praia, la capital caboverdiana, el día 4 de junio de 1962. Era hijo de Virgílio Correia e Silva y de su esposa, Isolina de Pena. Cursó su formación primaria y secundaria en el Liceo Domingo Ramos y seguidamente se licenció en 1988 por el Instituto Superior de Economía y Gestión de la Universidad Técnica de Lisboa (UTL).
Tras finalizar sus estudios superiores, entre 1989 y 1994 tuvo una importante experiencia en el sector bancario, lo que llevó a ser el director del Departamento de Administración del Banco de Cabo Verde.
Seguidamente entró en el mundo de la política como miembro del Movimiento para la Democracia (MPD) y pasó a pertenecer al gobierno como Secretario de Estado de Hacienda entre 1995 y 1998 y un año más tarde hasta el 2000, fue ministro de Hacienda. Durante la etapa en la que se desempeñó como ministro, cabe destacar el acercamiento del Escudo caboverdiano en relación con el Euro, también tuvo un gran impacto en la economía del país, logrando así un crecimiento económico y la creación de empleo.
Entre 2002 y 2007 ejerció como profesor de la Universidad Jean Piaget de Cabo Verde, en la que impartió cursos sobre el control de la Estrategia corporativa y de la Economía de la empresa.
Antes de iniciar su primer mandato como presidente de la Cámara Municipal del Distrito de Beach, fue elegido como diputado en la Asamblea Nacional de Cabo Verde, donde más tarde fue jefe del grupo parlamentario de su partido MPD desde marzo de 2006 hasta marzo de 2008 y al mismo tiempo asumió el puesto de Vicepresidente.
Desde junio de 2013 es el presidente del MPD y también del Comité ejecutivo de la organización internacional Unión de Ciudades Capitales Luso-Áfro-Américo-Asiáticas (UCCLA) y desde noviembre de 2014 del IDC - África.
Como líder de su partido, actualmente tras haber ganado con una mayoría absoluta las elecciones parlamentarias de marzo de 2016, desde el día 22 de abril en sucesión de José Maria Neves, es el nuevo 6º primer ministro de Cabo Verde.
En junio de 2016, Correia e Silva y el ministro de Finanzas, Olavo Correia, se reunieron con representantes del Fondo Monetario Internacional para hablar sobre la economía de Cabo Verde. Unos meses después, en septiembre de 2016, Silva y miembros de su gobierno se reunieron con el FMI para discutir la consulta del Artículo IV de 2016.
Silva fue reelegido en el liderazgo del Movimiento para la Democracia (MpD), con el 99 por ciento de los votos emitidos, en febrero de 2020. Por lo tanto, es el candidato del MpD para las legislaturas de 2021, postulándose para su propia sucesión.
El 17 de octubre de 2021, José Maria Neves, el candidato del principal partido de la oposición, Partido de la Independencia Africana de Cabo Verde (PAICV), fue elegido Presidente de Cabo Verde tras vencer en la primera vuelta de los comicios a Carlos Veiga, candidato del partido oficialista MpD apoyado por el primer ministro Correia.[cita requerida]